# Alfons Purtscher
Alfons Purtscher (* 14. Jänner 1885 in Klagenfurt, Österreich-Ungarn; † 3. Jänner 1962 in London, Großbritannien) war ein österreichisch-britischer Tiermaler.

## Leben
Alfons Purtscher studierte an der Münchner Kunstakademie bei Heinrich von Zügel, der als bedeutendster Tiermaler des deutschen Impressionismus galt. 1907 erhielt er die höchste Auszeichnung, die „große Medaille“ der Münchner Kunstakademie. 1907 stellte er zum ersten Mal in der Münchner Secession aus, später auf der Biennale in Venedig. Purtscher war seit 1919 mit der Kärntner Schriftstellerin, Übersetzerin und Malerin Nora Purtscher-Wydenbruck verheiratet, die er in Malerei unterrichtet hatte, und mit der er zwei Kinder hatte. 1922 wurde er Mitglied des Klagenfurter Kunstvereins, von 1925 bis 1935 war er Mitglied des Hagenbundes. Er war ein Lehrer von Sybilla Mittell Weber.
Purtscher war in Deutschland vor dem Ersten Weltkrieg als Künstler bereits bekannt, bekam nach jedoch nach dem Krieg als Ausländer keine Aufenthaltsbewilligung und lebte daraufhin in Kärnten; 1919 bis 1926 lebten Purtscher und Ehefrau in Pörtschach am Wörthersee. 1926 übersiedelten sie nach London. 1933 erhielt er die britische Staatsbürgerschaft, während des Zweiten Weltkrieges Civil Defence Volunteer.
Purtscher wurde als Pferde- und Hundemaler in England beliebt. Er schuf außerdem Porträts in Öl, Aquarell und Pastell, hie und da auch Landschafts- und Blumenbilder.

## Werke (Auswahl)
- Porträt eines Terriers, 1908
- Zwei scheckige Kühe, 1908
- Frühlingslandschaft, 1916
- Pferde, 1922, Kärntner Landesgalerie, Klagenfurt
- Trabrennpferd mit Fahrer und Burschen, 1924
- Mädchen mit Meerschweinchen, 1925
- Zwei Pferde, 1956, Belvedere, Wien
- Porträt des 10-jährigen Solomon Guggenheim und seiner Schwester
- Half Moon St, Mayfair, in the Blitz, 1942
- Hilde Spiel, Brustbild der vierzigjährigen Dichterin und Journalistin im Londoner Exil, 1954

## Ausstellungsbeteiligungen (Auswahl)
- 1907 Frühjahr-Ausstellung des Vereins bildender Künstler Münchens e. V. Secession
- 1908 Frühjahr-Ausstellung des Vereins bildender Künstler Münchens e. V. Secession
- 1908 Internationale Kunst-Ausstellung des Vereins bildender Künstler Münchens e. V. Secession
- 1909 Frühjahr-Ausstellung der Münchner Secession
- 1910 Frühjahr-Ausstellung der Münchner Secession
- 1910 Internationale Kunst-Ausstellung des Vereins bildender Künstler Münchens e. V. Secession
- 1942 Civil Defence Exhibition, Manchester[7]

## Weblink
- Alfons Purtscher Artnet[8]